# Анисимов, Иван Иванович
Ива́н Ива́нович Ани́симов (4 [16] февраля 1899, д. Глотовка, Смоленская губерния — 10 июня 1966, Москва) — советский литературовед, исследователь западноевропейской литературы. «И. И. Анисимов был блестящим пропагандистом классического литературного наследия».

## Биография
Окончил Ельнинскую гимназию (1918), факультет общественных наук МГУ (1925), аспирантуру Института литературы и языка РАНИОН (1928). Начал печататься в 1927. Член Союза писателей с 1934. В 1933—1938 был завкафедрой всеобщей литературы Института красной профессуры, в 1934—1938 одновременно заведующий редакцией иностранной литературы Гослитиздата. С 1939 в ИМЛИ. Член ВКП(б) с 1939 года.
Во время войны батальонный комиссар в действующей армии. После войны заместитель председателя Комитета по делам искусств. В 1948—1952 главный редактор журнала «Советская литература», издававшегося на иностранных языках.
В 1952—1966 годах директор Института мировой литературы им. М. Горького.
14 марта 1953 Советом Академии общественных наук при ЦК КПСС ему была присвоена степень кандидата филологических наук по совокупности научных работ, без защиты диссертации. В июне 1953 защитил в Институте русской литературы АН СССР докторскую диссертацию на тему «Всемирная литература и социалистическая революция». Член-корреспондент Академии наук СССР (10.06.1960). Был зачинателем издания многотомной «Истории всемирной литературы».
Похоронен на Новодевичьем кладбище.

## Награды
- орден Отечественной войны II степени (1945)
- орден Трудового Красного Знамени (27.03.1954)
- медали[6]
- Государственная премия СССР (1978, посмертно) — за участие в подготовке и издании 200-томной «Библиотеки всемирной литературы»[7]
- Премия имени В. Г. Белинского (1967) — за книгу «Новая эпоха всемирной литературы»[8]

## Основные работы
- Всемирная литература и социалистическая революция // «Вопросы литературы», 1957, № 8; 1959, № 8;
- Социалистический реализм и новый облик писателя // Проблемы социалистического реализма, М., 1959;
- Классическое наследство и современность, М., 1960;
- Новая эпоха всемирной литературы. М., 1966;
- Мастера культуры. М., 1968 (2-е изд. 1971);
- Живая жизнь классики: очерки и портреты. М.: Советский писатель, 1974;
- Современные проблемы реализма. М. : Наука, 1977;
- Французская классика со времён Рабле до Ромена Роллана: статьи, очерки, портреты. М.: Художественная литература, 1977;
- Собрание сочинений в трёх томах. М.: Художественная литература, 1983—1985.

## Отзывы
Литературовед, литературный критик, журналист, писатель и публицист Б. Г. Яковлев отмечал: 

Читал нам лекции и директор Института мировой литературы (ИМЛИ РАН) Иван Иванович Анисимов. Когда-то он начинал у В. Э. Мейерхольда, но литературные интересы взяли верх над театром. Он много и с каким-то особым воодушевлением рассказывал слушателям АОН о своём учителе.